# 스프링필드 조병창

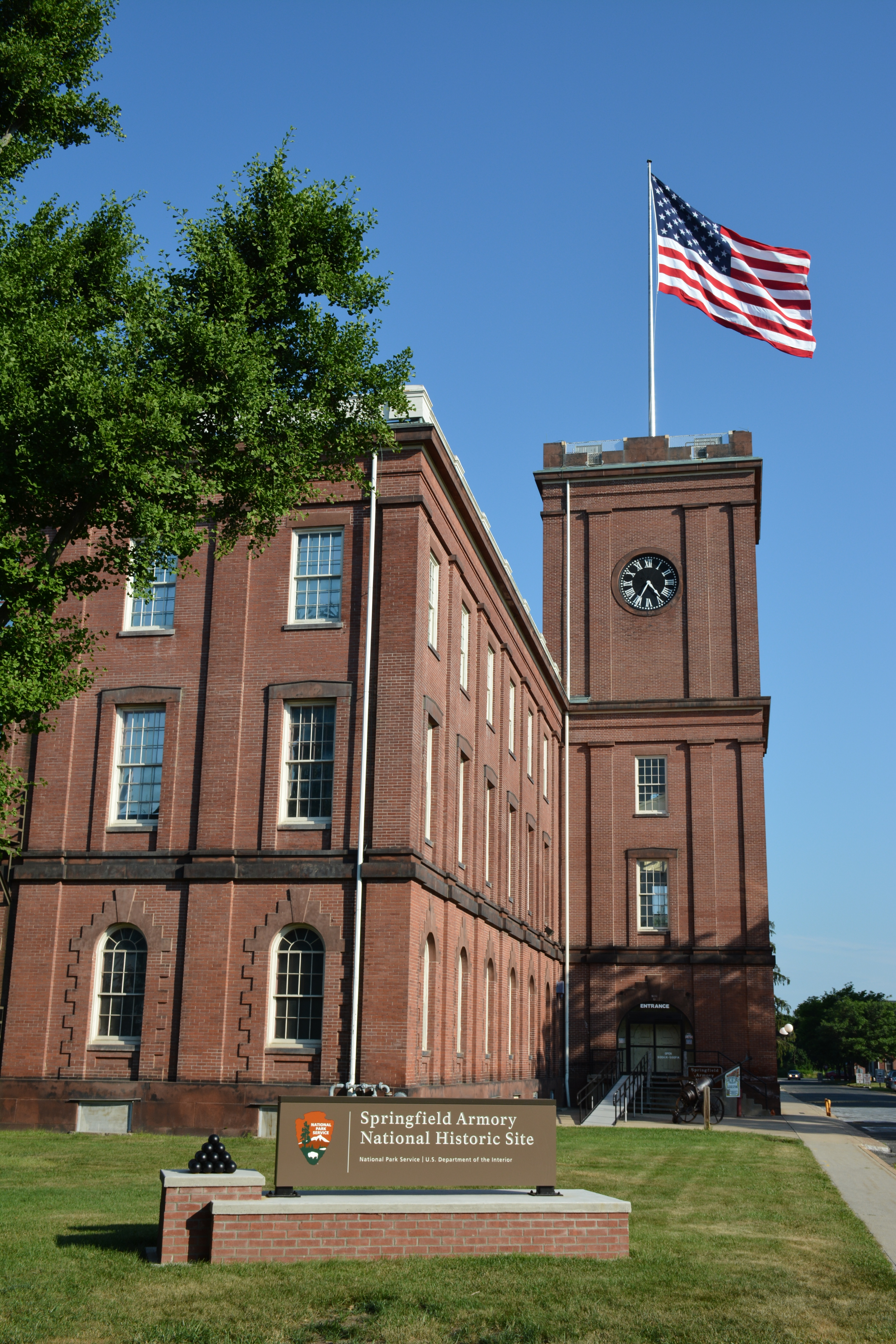

스프링필드 조병창(The Springfield Armory)은 미군의 소형 총기류를 생산하는 주요 조병창으로 총기 제조에서 수많은 중요 기술적 진보를 이루어낸 곳이다. 조병창은 1794년부터 1968년까지 많은 여러 가지 모델을 생산해 "스프링필드 소총"이라고 언급되기도 했다. 또다른 주요 총기 제조 조병창은 하퍼스페리 조병창(Harpers Ferry Armory)으로 남북 전쟁기간 파괴되었다. 현재는 스프링필드 조병창 국립 역사 유적지가 되었다.

## 역사
스프링필드 조병창 자리는 조지 워싱턴(George Washington) 대통령이 선택하였다. 매사추세츠(Massachusetts)의 스프링필드는 작은 도회지에 불과하지만 그 지정학적 위치가 가지는 중요성은 상당하였다. 스프링필드는 고속도로의 교차점에 위치하며 적의 공격으로부터 안전한 수송이 가능한 코네티컷 강(Connecticut River)이 근방에 흐르고 있고 물자와 숙련된 인력, 수력발전 시설이 모두 가까운 곳에 위치하고 있다. 워싱턴 대통령의 포병대장 헨리 녹스 대령은(Col. Henry Knox) 스프링필드 주변 평원의 군사적 중요성을 강조한 바 있으며, 이 일대는 1600년대부터 민병대의 훈련장으로 이용되었다. 1777년 스프링필드 보급창이 설립되면서 독립전쟁을 위한 탄창과 탄약들을 생산하게 되었다. 독립전쟁 기간 동안 이 보급창에는 화승총과 대포를 비롯한 많은 무기들이 적재되었다. 훈련소가 생기고 여러 상점과 창고들이 들어섰지만 무기를 직접 생산하지는 않았다. 미국 독립전쟁이 끝난 후에도 정부는 이곳을 보급창으로 계속 유지하였다.
1780년대 이 보급창은 무기와 탄약 비축의 핵심이 되었다. 1787년 다니엘 셰이즈(Daniel Shays)이라는 남자가 이끌고 온 한무리의 가난한 서부 매사추세츠 농부들이 비축된 무기를 탈취하고자 하였다. 이 사건으로 말미암아 연합 헌정 총회(Federal Constitution Convention)가 개최되었다. 이 사건에 연루된 자들은 무기를 탈취하여 법원을 공격함으로써 저당잡힌 자신들의 농지를 되찾고자 했던 것이었다. 조직적인 주 민병대의 화포 앞에서 이들의 시도는 좌절되었지만, 이 사건은 부유한 사람들을 자극하여 무장 폭도들로부터 자신들의 재산을 지키기 위한 새 중앙 정부가 필요하다고 생각하게끔 하였다.
1794년 새 연방 정부는 직접 머스켓총을 생산함으로써 외국에 대한 무기 의존도를 낮추기로 의결하였다. 워싱턴 대통령은 스프링필드와 하퍼스 페리 두곳에 연방 조병창을 설치하기로 결정하였다. 1795년부터 머스켓총 제조가 시작되었고 40여명의 장인이 동원되어 한달새 220정의 수발총 머스켓(flintlock musket)을 완성하였다.
그 중 스프링필드 조병창은 무기 제조와 연구개발의 중추가 되었다. 1819년 스프링필드 조병창에서 5년간 일한 토마스 블랜차드(Thomas Blanchard)는 소총 개머리판의 대량 생산을 위한 특수 선반을 개발하였다. 이 선반은 숙련되지 않은 작업자라도 쉽고 빠르게 이상적인 모양의 개머리판을 생산할 수 있도록 해주었다. 1840년에는 구식 부싯돌 점화방식이 사라지고 격발 점화 방식(percussion ignition system)이 개발되어 소총의 신뢰성과 단순성을 향상시켰다.
남북 전쟁(Civil War) 발발 전, 스프링필드 조병창은 산업 혁명에 큰 영향을 미쳤다. 이러한 영향력은 전투 중에서 쉽게 총기를 수리할 수 있도록 해주는 호환 부속(interchangeable parts) 개념에 대한 군의 매료 덕택이었다. 이러한 교체 부속들을 대량으로 생산하기 위해서 기계류의 사용이 증가될 수밖에 없었고, 계량계측 및 품질관리, 작업인력 배정 등의 혁신이 일어났다. 또한 이러한 각각의 부품을 생산하는 과정에서 조립 라인의 개념이 고안되기도 하였다. 스프링필드 조병창은 경영 기술의 발전에도 기여하였다. 1815년 감독으로 채용된 로스웰 리 대령(Colonel Roswell Lee)은 중앙화된 경영을 도입하여 급여, 작업시간, 자재 및 작업환경 관리의 토대를 마련하였고 이러한 개념들은 현재까지 이어져 내려오고 있다.
남북 전쟁으로 하퍼스 페리 조병창이 파괴되면서 스프링필드 조병창은 20세기까지 유일한 연방 조병창 역할을 담당하였다.
1865년 무기전문가 어스킨 알린(Erskine Allin)은 "알린 컨버전(Allin Conversion)"을 고안하여 기존의 총구 장전에서 포미(砲尾) 장전식으로 혁신을 이루어내 총기의 사용연한을 증강시켰다. 1891년에는 조병창에 무기 개발과 실험을 위한 시설이 추가되었다.
조병창의 특색있는 요소들 중 하나는 남북 전쟁때 착수되어 1890년에 완료된 조병창 전체를 감싸는 철제 울타리이다. 울타리 건설에 드는 비용을 조달하기 어려웠기에, 제임스 리플리 소령(Major James W. Ripley)은 해결 방안으로 정부 창고에서 독립전쟁때 쓰인 구식 대포들을 끌어내 녹였다. 약간의 철을 제련소에 수고비로 넘기고 나머지를 9피트의 가시와 창끝모양 울짱으로 주조하여 붉은 사암 암반 위에 설치하였다.
스페인과의 전쟁기간 동안 스페인의 1893년식 마우저(Mauser) 소총이 미군이 사용하던 스프링필드와 크랙-요르겐슨(Krag-Jorgensen) 소총보다 뛰어나다는 것이 증명되자 1900년 8월 15일 스프링필드 조병창은 크랙 소총을 기반으로 진보된 탄창식 소총을 개발해냈다. 이 소총은 총몸 안에 탄창 클립을 삽입하여 장전되었으며, 외부 돌출 탄창이 손상되는 것을 방지하였다. 이 소총은 1903년 제조허가를 받았고, "스프링필드 '03"이라는 별명이 붙었다.
이 시기에 미국은 제1차 세계대전에 참전하게 되었다. 기존에 총 843,239 정의 1903년식 스트링필드 소총이 생산되었지만 이 분량으로는 미군 전체를 무장시키기엔 부족하였기 때문에 전쟁 동안 265,620 정의 1903년식 소총이 추가 생산되었고, 육군성(War Department)은 필요량을 충족시키기 위하여 영국의 M1917 엔필드 소총(Enfield Rifle) 제조기술을 전수받아 생산하기도 하였다. 또한 47,251 정의 1903식 소총이 록 아일랜드 병기창(Rock Island Arsenal)에서 제조되어 미군으로 인도되었다.
1919년 스무살의 존 개런드(John Garand)가 스프링필드에 입사하여 반자동 소총 연구에 투입되었다. 이후 5년간 많은 다양한 소총들이 고안되었지만 어느 하나 군의 까다로운 기준을 만족시키지 못하였다. 1924년 개런드의 안이 채택되어 시험에 들어갔고, 이 총은 그의 이름을 따서 유명한 "M1 개런드 소총"이 되었다. 육군은 1936년 이 소총을 채택, 다음해부터 제조에 들어갂다. 이후 스프링필드 조병창은 M1 소총 생산에 총력을 기울였으며 M1의 전체 생산량중 가장 많은 수인 450만 정을 만들어냈다.
M1의 정확성과 내구성은 전투에서 찬사를 이끌어냈다. 더글라스 맥아더(Douglas MacArthur) 장군은 바타안(Bataan)에서의 격렬한 전투가 끝나고 군수성(Ordnance Department)에 보낸 보고에서 "교전중 기계적 오작동이 전혀 없었으며 먼지와 진흙투성이인 간이호 안에서도 문제없이 작동했다. 청소나 윤활제도 거의 필요가 없을 정도였다"고 밝혔다. 조지 패튼(George S. Patton, Jr.) 장군 또한 1945년 1월 26일 군수성 보고에서 "내 생각으로는 M1은 지금껏 나온중 최고다"라고 하였다. 무엇보다도 M1 소총은 당시 최고 수준의 화력을 자랑하였다.
조병창이 마지막으로 제조한 소형 총기는 M14 소총였다. M14 소총은 개량을 거듭하여 오늘날의 M21 저격용 소총으로 발전하였다.
미국이 베트남에 개입하면서 스프링필드 조병창은 소총 뿐 아니라 지상 및 항공기용 기관총, 유탄발사기, 그리고 관련 장비들도 개발하게 되었다. 이중 많은수가 생산되지 못하였지만 계획과 도안은 꾸준히 제출되었으며 이중 민간 병기창으로 팔려나간 것들도 많았다.

## 현대
1968년 경제가 어려워지면서 미국 국방부(Defense Department)는 조병창의 문을 닫았다. 지난 2세기간 코네티컷 강이 보이는 이 조병창은 미국 병사들을 무장시켰다. 스프링필드는 장인이 한번에 하나씩의 화승총을 제조하던 시절부터 시작되어 자동화 대량생산 체제로의 변화를 겪었으며 무기 연구 개발의 장으로 유명해지기도 하였다.
스프링필드 조병창은 현재 국립 박물관(Springfield Armory National Historic Site)이 되어있다. 조병창의 일부 건물은 개수되어 스프링필드 기술대학(Springfield Technical Community College, STCC)으로 제 역할을 하고 있다.
1974년 스프링필드 조병창의 상표명은 M1A 소총을 생산하는 민간업자 로버트 리즈(Robert Reese)에게 판매되었다. 이 회사는 현재 리즈의 아들이 운영하고 있으며, 스프링필드 조병창의 이름으로 많은 종류의 무기들을 생산하고 있다. 하지만 이 회사는 스프링필드에 있지 않으며, 일리노이(Illinois) 주의 게네세오(Geneseo)에 위치한다.

## 같이 보기
- 스프링필드 소총